# دعوى قضائية

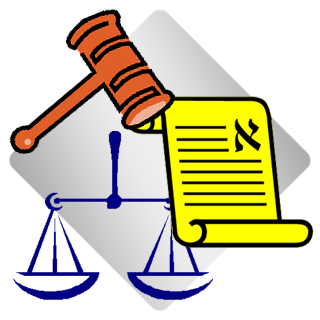

الدعوى القضائية في القانون هي إجراء قانوني يتقدم به المشتكي إلى القضاء ضد طرف آخر ، قد يكون شخصا أو مؤسسة خاصة يطالب فيه بحق أو تعويض عن خسارة تسبب فيها المدعى عليه . ويصبح المدعى عليه ملزما بالرد على الاتهام أمام المحكمة. فإذا كان المدعي (صاحب الشكوى) على حق يفصل القاضي بأن يقوم المدعى عليه بإعطاء المدعي حقه أو يحكم على المدعى عليه بدفع تعويض عن الخسارة التي لحقت بالمشتكي بسببه ، أو أن يكون الحكم متعلق بإصدار تحذير منع المدعى عليه من إجراء التباسات مسيئة للمدعي ، مثل منعه من الكذب والتشهير في شأن المشتكي .